# Diecezja Zacapa y Santo Cristo de Esquipulas
Diecezja Zacapa y Santo Cristo de Esquipulas, łac. Dioecesis Zacapensis y de Esquipulas – diecezja Kościoła rzymskokatolickiego w Gwatemali. Należy do archidiecezji Santiago de Guatemala. Została erygowana 24 czerwca 1986 roku na miejsce diecezji Zacapa istniejącej od 1951 roku.

## Ordynariusze
- Costantino Cristiano Luna Pianegonda, O.F.M. (1955–1980)
- Rodolfo Quezada Toruño (1980–2001)
- José Aníbal Casasola Sosa (2004–2007)
- Rosolino Bianchetti (2008–2012)
- Ángel Antonio Recinos Lemus (od 2016)